# 해제서초등학교
해제서초등학교는 대한민국 전라남도 무안군 해제면 학송리 157에 있었던 공립 초등학교이다.

## 학교 연혁
- 1947년 4월 18일 해제서공립국민학교 설립인가
- 1947년 6월 28일 해제서공립국민학교 개교
- 1950년 3월 1일 해제서국민학교로 개칭
- 1984년 3월 6일 병설유치원 개원
- 1996년 3월 1일 해제서초등학교로 개칭
- 1999년 9월 1일 해제초등학교로 통폐합